# 新潟貨物ターミナル駅
新潟貨物ターミナル駅（にいがたかもつターミナルえき）は、新潟県新潟市東区中島字八反田にある、日本貨物鉄道（JR貨物）の貨物駅である。
白新線に所属し、越後石山駅との間を結ぶ信越本線貨物支線も乗り入れる。なお、営業キロ設定上は、構内の南側にある東日本旅客鉄道（JR東日本）の東新潟駅と同一地点にある。
新潟操車場跡地に1990年（平成2年）に開設された。

## 歴史
- 1957年（昭和32年）10月1日：新潟操車場として開業[1]、操車能力1200両。
- 1963年（昭和38年）10月1日：仕分線7本を増設、計18本となり、操車能力1600両となった[2]。
- 1987年（昭和62年）
  - 3月31日：駅に格上げ、新潟操駅（にいがたそうえき）となる[1]。当時は貨物列車の設定はないままであった。
  - 4月1日：国鉄分割民営化により、JR貨物の駅となる[1]。
- 1990年（平成2年）3月10日：沼垂駅より貨物取扱設備を移転し、新潟貨物ターミナル駅に改称[3]。同時に着発線荷役方式使用開始[4]。
- 1995年（平成7年）3月6日：カーラックシステムを使用した自動車輸送を開始。
- 1996年（平成8年）3月16日：中条駅との間でトラック便の運行を開始。
- 1998年（平成10年）4月1日：東三条駅との間でトラック便の運行を開始。

## 駅構造

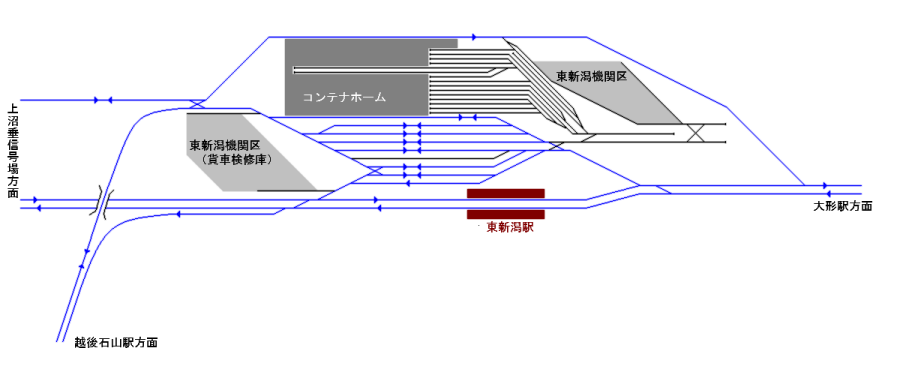
構内配線図

地上駅。白新線の北側に沿って広がる構内を持つ。
南北に並ぶコンテナホームが2面ある。北側のホームの北側に接する荷役線（9番線・下り列車専用）と、南側のホームの南側に接する荷役線（8番線）は着発線荷役方式（E&S方式）を導入した着発荷役線である。2つのホームに挟まれるように、通常の荷役線（側線、20・21番線）が2本ある。着発線は7本（1 - 7番線）で8番線南側にあり、着発線群の南側には白新線の上下本線が通る。
ホームの東側には仕分線（11 - 19番線・22 - 26番線）が広がる。仕分線群のさらに東側の構内東端付近には東新潟機関区の機関庫があり、駅構内の西側には東新潟機関区の貨車検修庫が設置されている。
駅構内の側線の多くは非電化であるため、入換作業用や短距離貨物列車の牽引用に愛知機関区のDD200形ディーゼル機関車が常駐している。
JR貨物の方針では、貨物駅での運転取扱・入換業務や営業フロント業務などは臨海鉄道や子会社へ委託となっているが、当駅は本州日本海側最大規模の拠点駅であるだけに取扱量も多いため、東京貨物ターミナル駅や隅田川駅などと同様、リフトと一部業務を除き、JR貨物直轄（社員）で行っている。

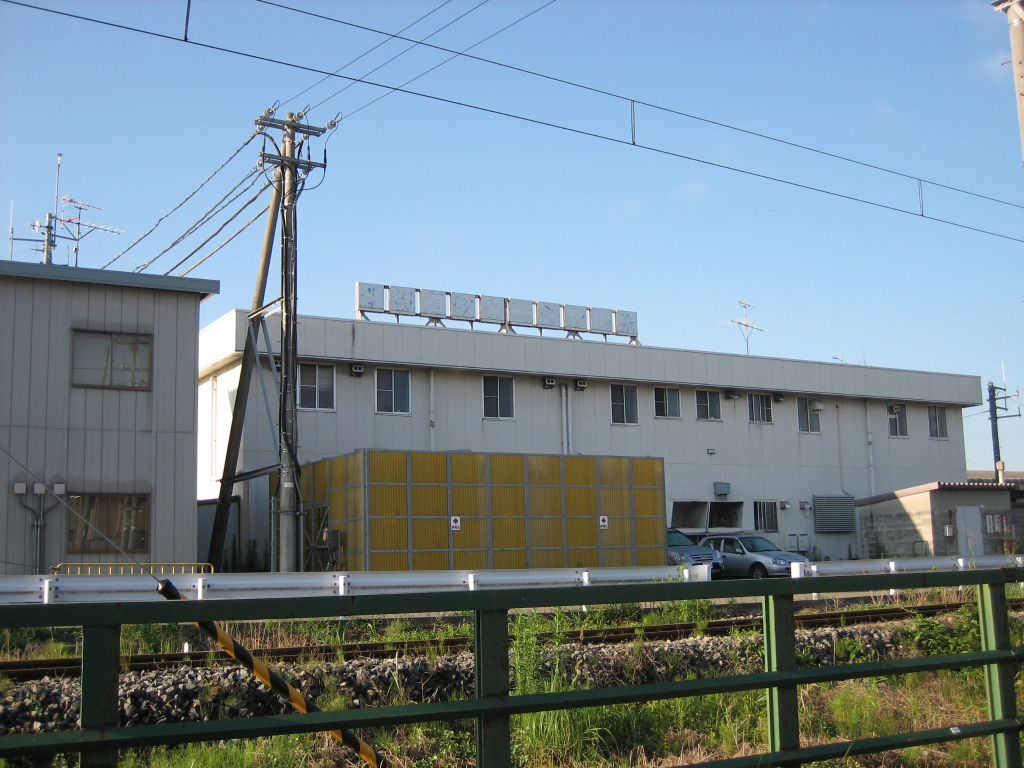
駅舎（2007年7月）
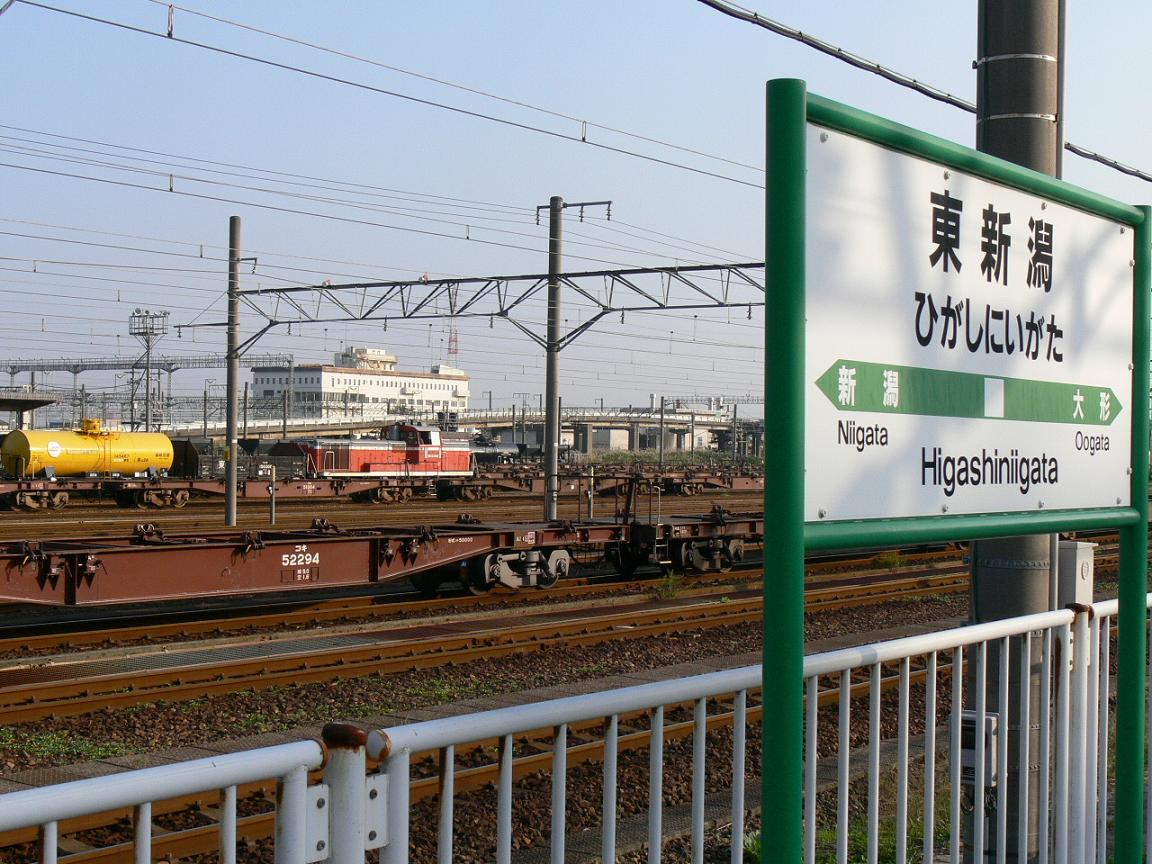
東新潟駅ホームからの風景（2006年10月）

## 取扱う貨物の種類
新潟貨物ターミナル駅は、コンテナ貨物および車扱貨物の取扱駅である。コンテナ貨物は、JR規格の12フィート・20フィート・30フィートの鉄道コンテナおよびISO規格の20フィート（20トン・24トン）海上コンテナを取り扱っている。一方車扱貨物は設定こそ残っているものの、2004年度以降取扱実績はない。
取扱品は、紙・食品・化学薬品が多い。そのほか、富山貨物駅・金沢貨物ターミナル駅・東青森駅へ輸送する石油資源開発・日本海エル・エヌ・ジーの液化天然ガス (LNG) も取り扱っている。
また、産業廃棄物および特別管理産業廃棄物の取扱許可を得ており、それらを積んだコンテナも取り扱える。
2000年代後半までは、カーラックシステムを使用し名古屋貨物ターミナル駅から輸送された自動車なども取り扱われていた。

## 利用状況
- 2004年度 - コンテナ貨物の発送は449,010トン、到着は236,327トン。車扱貨物は発送・到着ともに0トン。
- 2005年度 - コンテナ貨物の発送は467,588トン、到着は249,310トン。車扱貨物は発送・到着ともに0トン。

## 貨物列車・トラック便
（2008年3月15日現在）
高速貨物列車
下り列車（中条駅方面行き）は1日13本停車する。そのうち2本が当駅始発、8本が当駅終着となっている。行き先は、酒田港駅（1日1本）、秋田貨物駅・札幌貨物ターミナル駅（1日2本ずつ）である。
上り列車（南長岡駅方面行き）は1日12本停車する。そのうち7本が当駅始発、1本が当駅終着となっている。行き先は、隅田川駅（1日3本）、東京貨物ターミナル駅・百済駅（1日2本ずつ）、名古屋貨物ターミナル駅・大阪貨物ターミナル駅・東水島駅・福岡貨物ターミナル駅（1日1本ずつ）である。
専用貨物列車
隅田川駅と焼島駅を結ぶ1日1往復の列車と、当駅と焼島駅を結ぶ1日1往復の列車が停車している。
トラック便
中条オフレールステーションとの間に3.5往復（当駅発が3本）、東三条オフレールステーションとの間に6往復設定されている。

## 隣の駅

新潟付近鉄道路線図

東日本旅客鉄道（JR東日本）
白新線
新潟駅 - （上沼垂信号場） - 新潟貨物ターミナル駅（東新潟駅） - 大形駅
信越本線（貨物支線）
越後石山駅 - 新潟貨物ターミナル駅（東新潟駅）